# Copa América de Voleibol Masculino de 2025
A Copa América de Voleibol de Masculino de 2025 foi a 8.ª edição deste torneio organizado anualmente pela Confederação Sul-Americana de Voleibol (CSV). O torneio aconteceu entre os dias 25 e 29 de junho, sediado em Betim. No total, a disputa reúne cinco países distintos.
A edição marca a volta da competição após dezessete anos de sua última realização, em 2008, mas ganhando um novo formato e contando apenas com as cinco seleções sul-americanas convidadas durante o período da Liga das Nações. O retorno foi anunciado em 14 de julho de 2024 durante a 76.ª convenção ordinária da CSV e contaria com o México como o representante da Confederação da América do Norte, Central e Caribe de Voleibol (NORCECA). Mas, a seleção acabou desistindo por problemas com o visto. 
Por estarem participando da Liga das Nações, Brasil e Argentina enviaram seleções alternativas. O Brasil conquistou o seu quarto titulo no novo formato da competição com 100% de aproveitamento sem perder um único set, além de ser a primeira vez na história do campeonato em que a seleção brasileira vence em casa, após ter sido vice em quatro ocasiões (2000, 2005, 2007 e 2008).

## Formato de disputa
Para critérios de sistema de pontos, o placar de 3-0 ou 3-1 garantiu três pontos para a equipe vencedora e nenhum para a equipe derrotada; já o placar de 3-2 garantiu dois pontos para a equipe vencedora e um para a perdedora. O torneio será disputado em fase única (sistema de pontos corridos), sendo definido o pódio pelo maior número de pontos.

## Equipes participantes
O torneio contou com 5 países participantes.:
| Equipe    | Última participação |
| --------- | ------------------- |
| Argentina | 2008                |
| Brasil    | 2008                |
| Chile     | Estreante           |
| Peru      | Estreante           |
| Venezuela | 2008                |

## Local das partidas
A cidade de Betim, em Minas Gerais, foi selecionada como sede da competição em 12 de junho de 2025.
| Betim, Brasil        |
| -------------------- |
| Ginásio Divino Braga |
|                      |
| Capacidade: 6 000    |

## Fase única
Classificação
|  |          |
|  | Campeão. |

|     |           |     | Jogos | Jogos | Jogos | Resultados | Resultados | Resultados | Resultados | Resultados | Resultados | Sets | Sets | Sets  | Pontos | Pontos | Pontos |
| Pos | Equipe    | Pts | T     | V     | D     | 3–0        | 3–1        | 3–2        | 2–3        | 1–3        | 0–3        | V    | P    | R     | V      | P      | R      |
| --- | --------- | --- | ----- | ----- | ----- | ---------- | ---------- | ---------- | ---------- | ---------- | ---------- | ---- | ---- | ----- | ------ | ------ | ------ |
| 1   | Brasil    | 12  | 4     | 4     | 0     | 4          | 0          | 0          | 0          | 0          | 0          | 12   | 0    | MAX   | 304    | 243    | 1.251  |
| 2   | Argentina | 9   | 4     | 3     | 1     | 1          | 2          | 0          | 0          | 0          | 1          | 9    | 5    | 1.800 | 324    | 310    | 1.045  |
| 3   | Venezuela | 6   | 4     | 2     | 2     | 1          | 1          | 0          | 0          | 1          | 1          | 7    | 7    | 1,000 | 330    | 314    | 1.051  |
| 4   | Chile     | 3   | 4     | 1     | 3     | 1          | 0          | 0          | 0          | 2          | 1          | 5    | 9    | 0.556 | 305    | 323    | 0.944  |
| 5   | Peru      | 0   | 4     | 0     | 4     | 0          | 0          | 0          | 0          | 0          | 4          | 0    | 12   | 0,000 | 227    | 300    | 0.757  |

### Rodada 1
| Data   | Hora  |        | Placar |           | Set 1 | Set 2 | Set 3 | Set 4 | Set 5 | Total | Relatório |
| ------ | ----- | ------ | ------ | --------- | ----- | ----- | ----- | ----- | ----- | ----- | --------- |
| 25 jun | 17:00 | Chile  | 3–0    | Peru      | 25–15 | 25–21 | 25–20 |       |       | 75–56 | Resultado |
| 25 jun | 20:00 | Brasil | 3–0    | Venezuela | 25–22 | 25–21 | 28–26 |       |       | 78–69 | Resultado |

### Rodada 2
| Data   | Hora  |           | Placar |           | Set 1 | Set 2 | Set 3 | Set 4 | Set 5 | Total | Relatório |
| ------ | ----- | --------- | ------ | --------- | ----- | ----- | ----- | ----- | ----- | ----- | --------- |
| 26 jun | 17:00 | Argentina | 3–1    | Venezuela | 25–22 | 25–17 | 19–25 | 26–24 |       | 95–88 | Resultado |
| 26 jun | 20:00 | Brasil    | 3–0    | Peru      | 25–18 | 25–13 | 25–20 |       |       | 75–51 | Resultado |

### Rodada 3
| Data   | Hora  |           | Placar |           | Set 1 | Set 2 | Set 3 | Set 4 | Set 5 | Total | Relatório |
| ------ | ----- | --------- | ------ | --------- | ----- | ----- | ----- | ----- | ----- | ----- | --------- |
| 27 jun | 15:00 | Argentina | 3–1    | Chile     | 25–17 | 19–25 | 25–23 | 25–16 |       | 94–81 | Resultado |
| 27 jun | 18:00 | Peru      | 0–3    | Venezuela | 19–25 | 15–25 | 21–25 |       |       | 55–75 | Resultado |

### Rodada 4
| Data   | Hora  |           | Placar |       | Set 1 | Set 2 | Set 3 | Set 4 | Set 5 | Total | Relatório |
| ------ | ----- | --------- | ------ | ----- | ----- | ----- | ----- | ----- | ----- | ----- | --------- |
| 28 jun | 13:00 | Argentina | 3–0    | Peru  | 25–22 | 25–20 | 25–23 |       |       | 75–65 | Resultado |
| 28 jun | 16:00 | Brasil    | 3–0    | Chile | 25–20 | 25–20 | 25–23 |       |       | 75–63 | Resultado |

### Rodada 5
| Data   | Hora  |        | Placar |           | Set 1 | Set 2 | Set 3 | Set 4 | Set 5 | Total | Relatório |
| ------ | ----- | ------ | ------ | --------- | ----- | ----- | ----- | ----- | ----- | ----- | --------- |
| 29 jun | 13:00 | Chile  | 1–3    | Venezuela | 25–22 | 15–25 | 22–25 | 24–26 |       | 86–98 | Resultado |
| 29 jun | 16:00 | Brasil | 3–0    | Argentina | 25–21 | 25–15 | 26–24 |       |       | 76–60 | Resultado |

## Classificação final
| Posição | Equipe    |
| ------- | --------- |
|         | Brasil    |
|         | Argentina |
|         | Venezuela |
| 4       | Chile     |
| 5       | Peru      |

## Prêmios individuais
A seleção do campeonato foi composta pelos seguintes jogadores:
- MVP (Most Valuable Player):  Paulo Vinícios